# Aleuroclava erythrinae
Aleuroclava erythrinae là một loài côn trùng cánh nửa trong họ Aleyrodidae, phân họ Aleyrodinae.
Aleuroclava erythrinae được Corbett miêu tả khoa học đầu tiên năm 1935.